# Vine
Vine, prema demonologiji, četrdeset i pet duh Goecije koji vlada nad trideset i šest legija. Jedan je od vladara pakla s titulom vojvode. Pojavljuje se u obliku lava, odnosno ima lavlju glavu, jaši crnog konja, a u ruci ima bič. Otkriva skrivene stvari, razotkriva vještice i čarobnjake. Poznaje ono što se dogodilo u prošlosti, sadašnjosti i budućnosti. Gradi tornjeve, prevrće kamene zidove i uzrokuje oluje na moru.